# Ouro Fino
Ouro Fino är en kommun i Brasilien.   Den ligger i delstaten Minas Gerais, i den sydöstra delen av landet, 700 km söder om huvudstaden Brasília. Antalet invånare är 31 580.
Omgivningarna runt Ouro Fino är huvudsakligen savann. Runt Ouro Fino är det ganska tätbefolkat, med 58 invånare per kvadratkilometer.